# Капітан королівської гвардії (уряд двірський)
Капітан королівської гвардії (комендант гарцерний; пол. komendant harcerzy, лат. harcerorum Sacrae Regiae Maiestatis praefectus) — уряд двірський Речі Посполитої.

## Обов'язки
Очолював королівську гвардію (лейбгвардію) драбантів.